# Lioscincus nigrofasciolatum
Lioscincus nigrofasciolatum är en ödleart som beskrevs av  Peters 1869. Lioscincus nigrofasciolatum ingår i släktet Lioscincus och familjen skinkar. IUCN kategoriserar arten globalt som livskraftig. Inga underarter finns listade i Catalogue of Life.